# 아부군

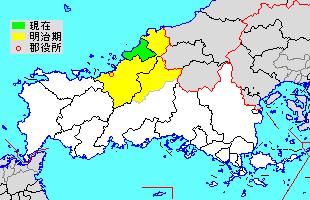
야마구치현 아부군의 위치

아부군(일본어: 阿武郡, あぶぐん)은 일본 야마구치현 북동부의 군이다.
인구 2,788명, 면적 115.95km², 인구밀도 24명/km².(2025년 3월 1일, 추계인구)
이하 1정으로 구성된다.
- 아부정(阿武町)

## 역사
- 2005년 3월 6일 - 스사 정·다마가와 정·가와카미 촌·무쓰미 촌·아사히 촌·후쿠에 촌이 하기 시와 합병해 새롭게 하기시가 성립, 군에서 이탈하였다.
- 2010년 1월 16일 - 아토 정이 야마구치시에 편입되었다.